# 簾舞通行屋
簾舞通行屋（みすまいつうこうや）は、1872年（明治5年）から1884年（明治17年）まで、本願寺道路沿いの簾舞で営まれた官営の旅館「通行屋」のひとつで、石狩国札幌郡（現在の札幌市南区簾舞1条2丁目）におかれた。
通行屋の廃止後、建物は黒岩家の住宅になったが、同時に地域の公共利用のためにも使われた。
1986年（昭和61年）4月13日に明治時代の姿に復元され、今では簾舞郷土資料館として使われている。
札幌市内に現存する唯一の通行屋であり、「旧黒岩家住宅（旧簾舞通行屋）」として1984年（昭和59年）3月に札幌市指定の有形文化財となっている。
近年は、札幌市の方針で、団体観光客も積極的に受け入れている。

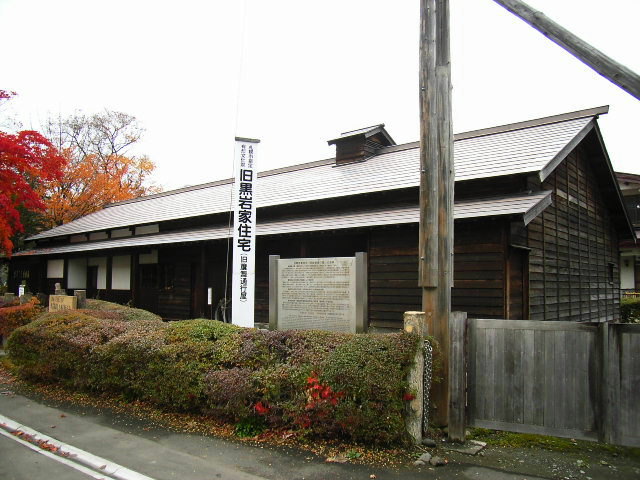
旧簾舞通行屋（2004年11月）

## 歴史

### 簾舞通行屋
前年に開通した（旧）本願寺道路の宿場にするため、開拓使により1872年（明治5年）1月に建てられた。場所は現在の簾舞中学校の付近で、今は国道230号(詳細は註にて後述）が通る箇所とされる。当時の政府の命を受けて屋守となった福岡県出身の黒岩清五郎は、この辺りの最初の日本人定住者として、通行人に宿を提供しつつ周辺の開拓に取り組んだ。当時移住者が増えつつあった平岸村(現在の同市豊平区平岸)以南は、石切り山（現在の、同市南区石山）もまだ開拓されず、江戸時代に発見され明治期には湯治場として有名だった定山渓まで、途中の休息する場所も、当時はここしかなかった。深い原生林に囲まれた幅3m以下の本願寺道路を、20km以上もただ歩くしかないといった地理条件だった。しかし、険しい山岳地帯に繋がるこの街道は、その直後に開通した札幌本道(国道36号の元となった道路)にとってかわられる形で、全体的には本願寺道路の交通量は少なくなり、通行屋は1884年（明治17年）に廃止された。しかし、屋守の黒岩はこの地に留まった。

### 黒岩家住宅
明治19年に新しく有珠街道（註;元来、本願寺道路の新道として開削され、後に国道230号となり、現在は同国道の旧道となっている。）が開通すると、黒岩家はこの街道沿いに柱や屋根材などの建築材の大半を運び、旧屋部分を移設再築し、さらに馬小屋部分を含めて新屋部分を増築した。玄関口が二箇所あるのはその為である。なお、同市の有形文化財指定時には修繕を兼ねた再々築に際し、旧国道に向かって突出していた馬小屋の前半分をなくし、前面が平面な外見になった。さらには、冬の落雪の危険性なども鑑みて、玄関先の小屋根は再現されなかった。また、当時庭として利用していた、家屋西側に位置する簾舞川に沿った広い敷地も同市に寄付され、公園として活用されている。
黒岩家はこの居家で引き続き宿屋を営みつつ農業に従事した。この家は地域の中心として、役所の出先機関、学校、寄り合い場所にも利用された。1982年（昭和57年）に黒岩家は新築した家に引越した。通行屋移設当初は、この簾舞川の東側から旧通行屋のあった方面へ通じる上り坂（当時俗に「銀座坂」などと称された。）といった、通行屋周辺の狭い地域に移住者が集中していた。同川から西側は政府の所管であり、北海道大学の第四開拓地などとして利用されていたからである。その後、同川の西側も移住者に開放され、村が拡張され、現在に至る簾舞旧市街地の原形(後述項目「現状」参照。)が出来上がった。
なお、この通行屋が時の政府の直轄管理が外れた際には、当主らには退職金などの支給もなかったため、その代替として、通行屋の東南方向の台地上の開墾が許可された。現在にかけてはその開拓された耕作地のほとんど全てが、道路用地や住宅用地として、同市や不動産業者等が買収することとなった。
定山渓鉄道線開通以前には、札幌と定山渓を結ぶ連絡所の役割も果たしていた。そのためにも馬も用意されていた。また、明治時代以降も、豊平川のダム工事や道路拡幅工事の作業員の宿泊に利用されたこともあった。豊平川対岸に、結核患者の保養所も兼ねた、国立札幌南病院が設立された後には、旅館が満室の際には、見舞い客の宿泊にも利用されていたともいう。

### 簾舞郷土資料館
1984年（昭和59年）に、札幌市はこの建物を市の有形文化財に指定した。翌年に通行屋当時の姿への復元・修復がなった。
1986年（昭和61年）に建物の一部を簾舞郷土資料館にした。内容は、本願寺道路と、同通行屋に関する資料、簾舞の当時の歴史を偲ばせる資料、定山渓鉄道線に関する資料が主体となっている。
黒岩清五郎の直系の子孫である現当主が、管理人となっているほか、敷地内巡回中など場合や状況によっては要望や質問に際してガイド的な役目も受ける為、同通行屋も含めた地域の歴史も直接知ることが可能。

## 現状
札幌市を流れる豊平川は、中流右岸、現在の石山、藤野、簾舞地区で幅数百メートルの河岸段丘を作る。簾舞通行屋は段丘の西部、支流の簾舞川のそばにある。周辺は市街地である。
建物は、簾舞川の右岸（東）、旧国道230号の北にある。拡幅と直線化工事の際に道筋が変わり、現在の国道230号は約200メートル南にある。川に面した西側と、建物裏の北側は、簾舞通行屋緑地という小公園である。東に簾舞森林事務所、川を隔てた近くに簾舞小学校がある。特筆すべきは、1969年に廃線となった定山渓鉄道線が、通行屋の数十メートル裏側の豊平川に沿って開通していた時代もあり、前述のとおり、東簾舞駅にも近かったこともあり、政府の駅逓制度廃止に伴って、政府管轄外となった後も、旅館として使用されていたこともあった。
通行屋緑地では、毎年簾舞通行屋まつりが催される。